# Dolmen del Tremedal

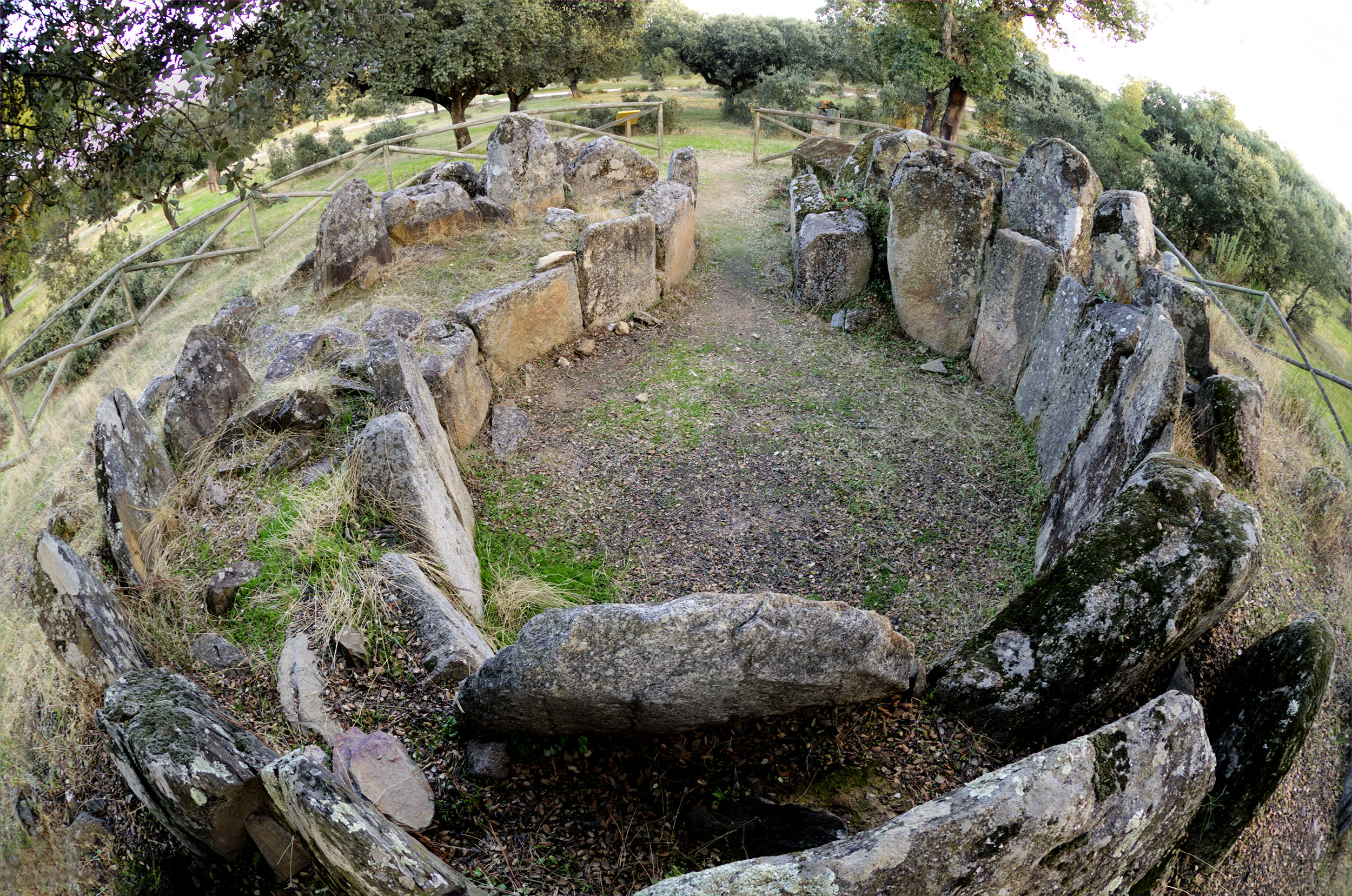
Dolmen del Tremedal

Der Dolmen del Tremedal (auch Tremeal, Tremal oder Dahesa 4 genannt) liegt westlich von Montehermoso bei Caceres in der Provinz Cáceres, in der Extremadura in Spanien. 
Er verdankt seinen Namen der unmittelbaren Nähe zu einem Wasserloch. Es ist der einzige Dolmen der Region, der einen kurzen Gang hat. Er wurde früh geplündert und viele seiner Steine sind in Gebäuden in der Umgebung wiederverwendet worden. Diese Lücken wurden bei der Ausgrabung und Restaurierung im Jahre 2003 mit neuen Steinen gefüllt, die auf dem erläuternden Schild am Eingang kenntlich gemacht wurden. Die runde Kammer, die Ähnlichkeiten mit den Dolmen Cerro de la Barca und Lácara aufweist, ist ihres einst deckenden Hügels beraubt, dessen Randsteine jedoch erhalten bzw. ergänzt sind.
In der Nähe liegen die Dolmen de la Gran Encina und Gran Dolmen.